# Gran muro de Gorgán
El gran muro de Gorgán, o gran muralla,  es un sistema de defensa de la era sasánida ubicado en el noreste de Irán, en la esquina sureste del mar Caspio, cerca de la moderna ciudad Gorgán en la provincia de Golestán. El extremo occidental del muro en el mar Caspio está cerca de los restos de un fuerte (en: 37°08′23″N 54°10′44″E / 37.13981, 54.1788733); el extremo este del muro, cerca de la ciudad de Pishkamar, está cerca de los restos de otro fuerte (en: 37°31′14″N 55°34′37″E / 37.5206739, 55.5770498). La coordenada del título corresponde a la ubicación de los restos de un fuerte a mitad de camino a lo largo de la muralla.
El muro está localizado en un estrechamiento geográfico entre el mar Caspio y las montañas del noreste de Irán. Es una de las varias Puertas Caspias en la parte oriental de una región conocida en la antigüedad como Hircania, en la ruta nómada desde las estepas del norte hasta el corazón de Irán. Se cree que el muro protegía al Imperio sasánida hacia el sur de los pueblos del norte, probablemente de los hunos blancos. Sin embargo, Chaichian, en su libro Empires and Walls (2014) cuestiona la validez de esta interpretación utilizando evidencias históricas de posibles amenazas político-militares en la región, así como análisis de la geografía económica de los alrededores del muro de Gorgan. Se ha descrito como «entre los muros fronterizos más ambiciosos y sofisticados» jamás construidos en el mundo, y la más importante de las fortificaciones de defensa sasánidas.
Tiene 195 km de largo y de 6 a 10 m de ancho, y cuenta con más de 30 fortalezas espaciadas a intervalos de entre 10 y 50 km. Solo es superado por los sistemas de murallas de la Gran Muralla China como edificación más larga de un único segmento  y como muro defensivo más largo que existe.

## Nombre
Entre los arqueólogos la muralla también es conocida como «La Serpiente Roja» (en turcomano: Qizil Alan) por el color de sus ladrillos. En persa, se popularizó con el nombre de «Barrera de Alejandro» (سد اسکندر‎,  Sadd-i-Iskandar) o «Muro de Alejandro», ya que los primeros musulmanes creían que Alejandro Magno había atravesado las Puertas Caspias en su apresurada marcha hacia Hircania y al este También se conoce como la «barrera de Anushirvân» (سد انوشیروان‎ Sadd-i Anushiravan) y la «barrera de Firuz/Piruz» (سد پیروز‎), y se conoce oficialmente como «Muro de defensa de Gorgan» (دیوار دفاعی گرگان‎). Los turcomanos iraníes locales lo conocen como  Qïzïl Yïlan o Qazal Al'an.

## Descripción
La barrera consta de un muro de 195 km de largo y de 6 a 10 m de ancho, con más de 30 fortalezas a intervalos de entre 10 y 50 km.
Los materiales de construcción consisten en adobe , ladrillo cocido, yeso y mortero. La arcilla también se usó durante el período parto temprano. Los ladrillos de barro fueron más populares en el período inicial en la construcción de fuertes y ciudades, mientras que los ladrillos cocidos se hicieron populares en el período posterior. A veces, se colocaban en posición vertical ladrillos, con dos filas horizontales colocadas arriba y abajo. Los tamaños de los ladrillos de barro o cocidos difieren, pero en general el tamaño estándar era de 40×40×10 cm. Los ladrillos cocidos se fabricaban con suelo de loess local y se cocían en hornos a lo largo de la línea de la muralla.
Este muro comienza en la costa del Caspio, rodea el norte de Gonbade Kavous (antigua Gorgan, o Jorjan en árabe), continúa hacia el noreste y desaparece en las montañas Pishkamar. El muro se encuentra ligeramente al norte de un río local y presenta una zanja de 5 m que conducía agua a lo largo de la mayor parte del muro.
En 1999 se realizó un estudio arqueológico logístico sobre el muro debido a problemas en los proyectos de desarrollo, especialmente durante la construcción de la represa de Golestan, que riega todas las áreas cubiertas por el muro. En el punto de conexión del muro y del canal de drenaje de la presa, los arquitectos descubrieron los restos de la Gran Muralla de Gorgan. Las 40 fortalezas identificadas varían en dimensión y forma, pero la mayoría son fortalezas cuadradas, hechas del mismo ladrillo que la muralla y de la misma época. Debido a muchas dificultades en los proyectos agrícolas y de desarrollo, se ha asignado a arqueólogos para marcar el límite del hallazgo histórico colocando bloques de cemento.
Más grande que el muro de Adriano y el muro de Antonino juntos (dos estructuras aisladas en Gran Bretaña que marcaron los límites del norte del Imperio romano), ha sido llamado el monumento más grande de su tipo entre Europa y China. El muro es superado solo por los muros que componen la Gran Muralla China como el muro defensivo más largo que existe, y aunque ahora está en mal estado, quizás fue construido incluso más sólidamente que las primeras formas de la Gran Muralla.

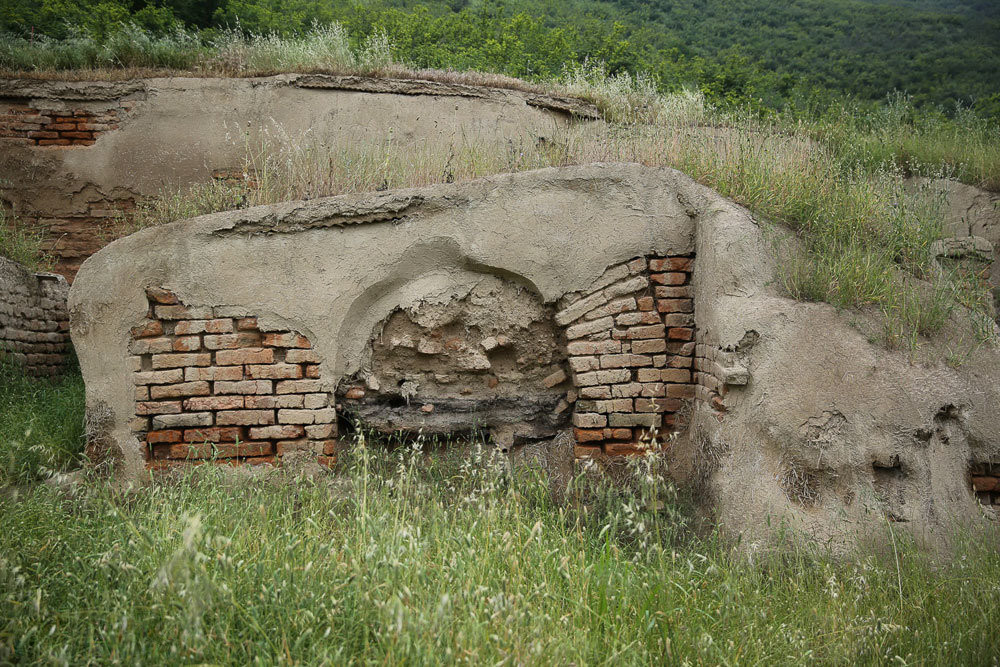

## Datación
El doctor Kiani, quien dirigió un equipo arqueológico en 1971, creía que el muro se habría construido durante la época del Imperio parto (247 a. C.-224 d. C.) y que habría sido reconstruido y restaurado durante la era sasánida (siglos III a VII). En 2005, un equipo excavó muestras del carbón vegetal de los muchos hornos de ladrillos que hay a lo largo del muro, y también muestras del muro de Gorgan y del más pequeño Muro de Tammishe (ubicación de un fuerte sumergido en el extremo norte: 36°48.595′N 54°1.234′E / 36.809917, 54.020567; ubicación de un fuerte o torre de vigilancia en el extremo interior:36°43.360′N 54°3.675′E / 36.722667, 54.061250); la OSL y la datación por radiocarbono  indicaron una fecha para ambos muros a finales del siglo V o VI. Estas fechas sugieren que el muro actual, al menos, es sasánida en lugar de parto, y que la edificación actual aún no existía, unos 800 años antes, en la época de Alejandro Magno (fallecido en el 323 a. C.). Si Alejandro encontró una barrera en el lugar, fue un predecesor del muro actual.

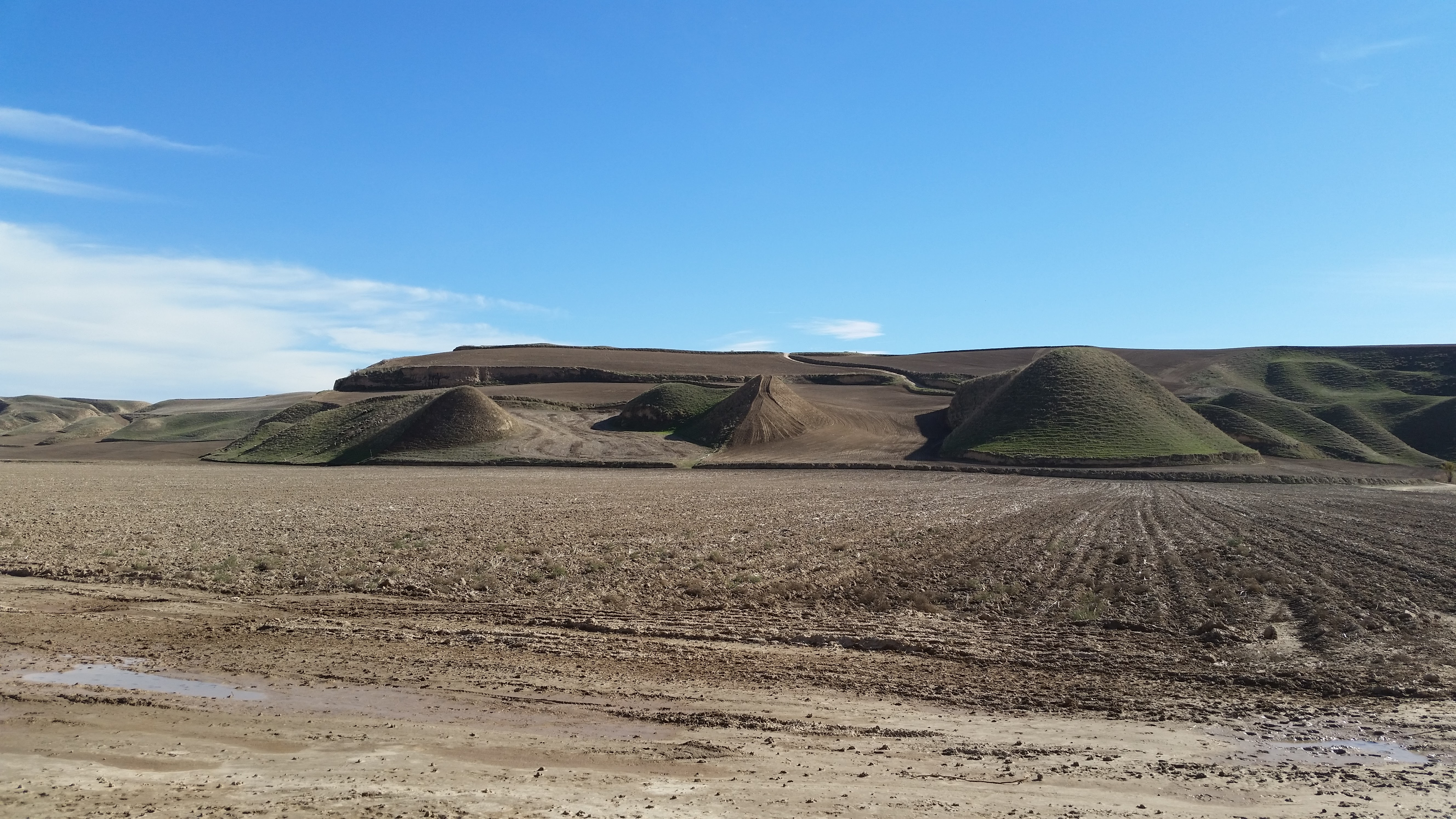
La Gran Muralla de Gorgan

Si asumiéramos que los fuertes estaban ocupados tan densamente como los del Muro de Adriano, entonces la guarnición en el Muro de Gorgan habría sido del orden de 30.000 hombres. Los modelos, teniendo en cuenta el tamaño y el número de habitaciones de los bloques de barracones en los fuertes de Gorgan Wall y la probable densidad de ocupación, producen cifras entre 15.000 y 36.000 soldados. Incluso la estimación más baja sugiere un ejército fuerte y poderoso, tanto más notable cuanto que nuestras investigaciones se centraron solo en 200 km de frontera vulnerable, una pequeña fracción de los miles de kilómetros de fronteras de uno de los imperios más grandes del mundo antiguo.
If we assumed that the forts were occupied as densely as those on Hadrian's Wall, then the garrison on the Gorgan Wall would have been in the order of 30,000 men. Models, taking into account the size and room number of the barrack blocks in the Gorgan Wall forts and likely occupation density, produce figures between 15,000 and 36,000 soldiers. Even the lowest estimate suggests a strong and powerful army, all the more remarkable as our investigations focused just on 200km of vulnerable frontier, a small fraction of the thousands of kilometres of borders of one of the ancient world's largest empires.

## Puerta del Caspio de Derbent
Un muro similar de defensa y fortificación sasánida se encuentra en el lado opuesto, el occidental, del mar Caspio en el puerto de Derbent, hoy en la República de Daguestán, Rusia. Allí, los restos de una línea de fortificaciones discurren tierra adentro durante unos 3 km  desde la orilla del mar Caspio (42°03′46″N 48°18′26″E / 42.062643, 48.307185) hasta lo que hoy es un fuerte sasánida extraordinariamente bien conservado (42°03′10″N 48°16′27″E / 42.052840, 48.274230) en las primeras estribaciones de las montañas del Cáucaso.[cita requerida]
Derbent y sus Puertas Caspias se encuentran en la parte occidental de la región histórica de Hircania. Si bien la fortificación y las murallas en el lado este del mar Caspio permanecieron desconocidas para los historiadores grecorromanos, la mitad occidental de las impresionantes «fortificaciones del norte» en el Cáucaso eran bien conocidas por los autores clásicos.[cita requerida]

## Ruta
La ruta, de este a oeste, está representado por las coordenadas de los restos de los siguientes fuertes y otros elementos que se encuentran a lo largo de la muralla. Las coordenadas y números de fuertes, etc. son de Wikimapia:
extremo oeste de la pared
| Location                                             | Coordinates                                    |
| ---------------------------------------------------- | ---------------------------------------------- |
| fuerte (1)                                           | 37°31′14″N 55°34′37″E / 37.5206739, 55.5770498 |
| fuerte (2)                                           | 37°30′03″N 55°31′16″E / 37.5008423, 55.5210721 |
| fuerte (3?)                                          | 37°28′29″N 55°27′48″E / 37.4747559, 55.4633295 |
| fuerte (4)                                           | 37°27′07″N 55°25′13″E / 37.4519502, 55.4202157 |
| curva                                                | 37°26′02″N 55°23′31″E / 37.4339426, 55.3920364 |
| curva                                                | 37°25′46″N 55°22′58″E / 37.4294784, 55.3828955 |
| curva                                                | 37°25′44″N 55°22′32″E / 37.4287627, 55.3755999 |
| fuerte (5)                                           | 37°25′37″N 55°22′21″E / 37.4270545, 55.3724777 |
| curva                                                | 37°25′07″N 55°21′18″E / 37.4187427, 55.3549147 |
| fuerte (6)                                           | 37°23′57″N 55°20′02″E / 37.3991674, 55.3339988 |
| fuerte (7)                                           | 37°22′40″N 55°18′35″E / 37.3779074, 55.3097141 |
| fuerte (8)                                           | 37°20′45″N 55°16′24″E / 37.345827, 55.2734506  |
| fuerte (9)                                           | 37°18′26″N 55°13′45″E / 37.3072092, 55.2290708 |
| bend                                                 | 37°17′17″N 55°12′20″E / 37.2880529, 55.2055693 |
| fuerte (10)                                          | 37°16′51″N 55°10′31″E / 37.2808739, 55.1753488 |
| fuerte (12)                                          | 37°16′01″N 55°06′38″E / 37.2669322, 55.1104903 |
| curva                                                | 37°15′43″N 55°04′50″E / 37.2619287, 55.0805569 |
| fuerte (14)                                          | 37°15′38″N 55°00′37″E / 37.2604343, 55.010165  |
| fuerte (15)                                          | 37°15′38″N 54°58′32″E / 37.2606563, 54.9755966 |
| fuerte (17)                                          | 37°15′34″N 54°55′59″E / 37.2594096, 54.9330085 |
| fuerte (18)                                          | 37°15′21″N 54°53′52″E / 37.2558914, 54.8976731 |
| fuerte (20)                                          | 37°14′58″N 54°49′24″E / 37.2494609, 54.8232901 |
| fuerte (22)                                          | 37°13′04″N 54°41′45″E / 37.2176589, 54.695853  |
| fuerte                                               | 37°08′23″N 54°39′34″E / 37.1398186, 54.6595144 |
| fuerte (25)                                          | 37°07′06″N 54°33′18″E / 37.1181987, 54.5549244 |
| fuerte (26)                                          | 37°06′56″N 54°31′37″E / 37.115538, 54.5270026  |
| fuerte (27)                                          | 37°07′03″N 54°30′09″E / 37.1176298, 54.5025676 |
| fortaleza Qaleh Kharabeh (c. 1,6 km al sur del muro) | 37°06′09″N 54°25′34″E / 37.1024599, 54.4261944 |
| fuerte (30)                                          | 37°08′16″N 54°19′35″E / 37.13786, 54.3265128   |
| fuerte (33)                                          | 37°08′23″N 54°10′44″E / 37.13981, 54.1788733   |

extremo este de la pared